# Юрий Яковлев (актьор, 1930 – 2002)
 За други личности с това име вижте Юрий Яковлев.  
Юрий Юриевич (Георгиев) Яковлев е български театрален и кино-актьор, син на руския актьор и режисьор Юрий Д. Яковлев, живял и работил в България през 1920 – 1922 и от 1933 година до смъртта си през 1938 година.

## Ранен живот и кариера
Юрий Юриевиеч е роден през 1930 година в Рига по времето, когато баща му работи за основаването на драматичен театър в града. Три години по-късно семейството се установява за постоянно в София. Майка му е известната оперна певица Жана Сладкарова – Яковлева. Нейният брат Ангел Сладкаров е създателят на оперетата в България. В това артистично семейство логично стъпването му на сцена става още на 7 г. възраст в спектакъл на баща му „Черното петно“ в Народния театър. Това не пречи при първото си кандидатстване в Театралната академия да бъде скъсан, но на следващата година го приема в класа си проф. Боян Дановски. През 1955 – 1956 година играе на сцената на Пернишкия театър.
Между 1956 и 1964 година участва в трупата на театър „Трудов фронт“. Следват три години в театър „Народна сцена“. През 1967 година е поканен от професора си Боян Дановски при създаването на Нов драматичен театър „Сълза и смях“, където играе до пенсионирането си през 1992 година. От 1971 година ръководството на театъра предлага Юрий Яковлев за званието „заслужил артист“, но 7 години по ред в ЦК на БКП го отхвърлят, защото не е партиен член. Чак през 1979 година званието „заслужил артист“ му е присъдено.
Безпартиен той остава до края на дните си. Независимо от това преживява едно емоционално „политическо“ събитие в живота си. На 26 октомври 1989 г. е един от арестуваните в градинката при „Кристал“, но не като активист на „Екогласност“, а заради гражданското му негодувание и неподчинение на заповедта да не влиза в градинката. Милиционерите от патрулката го оставят в Южния парк с репликата: „Нали искаше свободно да пушиш цигара в градинката, ето ти градинка – пуши!“ Съпругата му, Наталия Яковлева, е балетен педагог. Има две дъщери Анна Яковлева – продуцент в БНТ и Жана Яковлева – актриса.

## Роли в театъра
Има роли в десетки театрални пиеси:
- „Иванко“от Васил Друмев, реж. Ст. Кортенски, 1955 г. / в ролята на цар Асен/
- „Коварство и любов“ от Фридрих Шилер, реж. Георги А.Стаматов, 1955 г./ в ролята на Президент фон Валтер/
- „Госпожа Министершата“ от Бранислав Нушич, реж. Жарко Павлович, 1956 г.
- „Сине мой“ от Л. С. Тирина, реж. Стефка Прохаска, 1956 г.
- „Дом в покрайнините“ от Алексей Арбузов, реж. Жарко Павлович, 1956 г.
- „Кражба“ по Джек Лондон, реж. Йордан Черкезов, 1957 г./ в ролята на Хауърд Нокс/
- „Платон Кречет“ от Александър Корнейчук, реж. Желчо Мандаджиев, 1957 г.
- „Мъртва хватка“ от Джон Голсуърти, реж. Йордан Черкезов, 1958 г.
- „Мандрагора“ на Едуардо де Молина
- „Кучето на градинаря“ на Лопе де Вега
- „Вампир“ на Антон Страшимиров
- „Зелената брадавица“ на Н.Русев, реж. Димитрина Гюрова
- „Майка“ от Карел Чапек, реж. Стефка Прохаска, 1961/62 г.
- „Изгубеният син“ от Алексей Арбузов, реж. Юлия Огнянова, 1962 г.
- „Госпожата на господин търговеца на сирене“ от Георги Марков, реж. Юлия Огнянова, 1963 г.
- „Хората остават на брега“ от Николай Парушев, реж. Юлия Огнянова, 1963 г.
- „Болшевики“ от Михаил Шатров, реж. Николай О.Масалитинов
- „Защото сме аристократи“ от Николай Погодин, реж. Надежда Сейкова, 1966/67 г.
- „Този безумец Платонов“ от А. П. Чехов, реж. Димитрина Гюрова, 1967 г.
- „Очите ми зелени, устата ми хубава“ по Джеръм Селинджър, реж. Павел Павлов, 1967 г.
- „След грехопадението“ от Артър Милър, реж. Надежда Сейкова, 1967/68 г.
- „Посещение на страха“, от К.Хоински, реж. Димитрина Гюрова, 1968
- „Щастието не идва само“ от Боян Балабанов, реж. Виктор Марков, 1969 г.
- „Солунският чудотворец“ по Фани Попова-Мутафова, реж. Павел Павлов, 1969 г.
- „Цезар и Клеопатра“ от Дж. Бърнард Шоу, реж. Павел Павлов / в ролята на Британикус/
- „Вечерите на Иван Гилин“ от Николай Парушев, реж. Димитрина Гюрова, 1969 г.
- „Процесът Ричърд Уевърли“ от Ролф Шнайдер, реж. Надежда Сейкова, 1969/70
- „Скакалци“ на Ст. Л.Костов, реж. Надежда Сейкова, 1970 г.
- „Монсерат“ от Еманюел Роблес, реж. Надежда Сейкова, 1971 г.
- „Горещи нощи в Аркадия“ от Драгомир Асенов, реж. Димитрина Гюрова, 1972 г.
- „На война като на война“ от Надежда Драгова и П.Сефанов, реж. Николай Люцканов, 1972 г.
- „Г-н Пунтила и неговият слуга Мати“ на Бертолт Брехт, реж. Боян Дановски, 1973 г.
- „Мечтател безумен“ от Надежда Драгова и Първан Стефанов, реж. Николай Люцканов, 1973 г.
- „Три сестри“ на Антон Чехов, реж. Димитрина Гюрова
- „Просто жена“ от Николай Парушев, реж. Димитър Стоянов, 1974 г.
- „Игра на котки“ от И.Йоркени, реж. Петър Чернев, 1974 г.
- „Последните“ на Максим Горки, реж. Димитър Стоянов, 1974/75 г.
- „Р. У. Р.“ на Карел Чапек, реж. Николай Колев, 1975 г.
- „С любимите не се разделяй“ от А.Володин, реж. Димитър Стоянов, 1975 г.
- „Дон Жуан“ от Ж. Б. Молиер, реж. Стойко Генов, 1975/76 / в ролята на Сганарел/
- „Момиче без зестра“ на Ал. Н.Островски, реж. Надежда Сейкова, 1976 г. /в ролята на Кнуров/
- „Пред залез слънце“ от Герхард Хауптман, реж. Уляна Матева, 1977 г.
- „Празникът“ от Коста Странджев, реж. Николай Колев, 1977 г.
- „Не сме ангели“, от Паул Йоаким, реж. Анка Дорошенко, 1977 г.
- „Полет над кукувиче гнездо“ на Дейл Васерман, реж. Красимир Спасов, 1977/78 / в ролята на Вожда Бромдън/
- „Ние, долуподписаните“ от Александър Гелман, реж. Асен Шопов, 1979 г.
- „Есента на един следовател“на Георги Данаилов, реж. Красимир Спасов, 1980/81 г.
- „Обратна връзка“ от Александър Гелман, реж. Асен Шопов
- „Фамилия Лапарски“ /Комедия без име" от Ст. Л.Костов, реж. Димитър Стоянов / играе Лапарски/
- „Старчето и стрелата“ от Никола Русев, реж. Красимир Спасов
- „Отивам си, защото те обичам“
- „Съдията и жълтата роза“ на Георги Данаилов, реж. Николай Колев
- „Любов под брястовете“ на Юджийн О'Нийл, реж. Димитър Стоянов
- „Тази малка земя“ от Георги Джагаров, реж. Димитър Стоянов, 1986 г.
- „Крадецът на автобуси“ от Георги Данаилов, реж. Гриша Островски, 1986 г.
- „Нещо като Аляска“ от Харолд Пинтър, реж. Димитър Стоянов, 1986/87
- „Дом в небесата“ от Иржи Хубач, реж. Симеон Димитров, 1987 г.
- „Онова нещо“ от Христо Бойчев, реж. Димитър Стоянов, 1988 г.
- „Благородният испанец“ от Съмърсет Моъм, реж. Димитър Стоянов, 1989 г.
- „Останалото е мълчание“ от Вилма Делмар, реж. Димитър Стоянов, 1996 г.

## Телевизионен театър
- „Албена“ (1988) (Йордан Йовков), 2 части
- „Безумният Журден“ (1982) (от Михаил Булгаков по мотиви на Молиер, реж. Магда Каменова) – Брендавеан
- „Маскарад“ (1980) (Михаил Лермонтов), 2 части
- „Болшевики“ (1980) (Михаил Шатров), 2 части
- „Врабецът“ (1980) (Никола Русев)
- „Моцарт и нервна система“ (1979) (Иван Радоев)
- „Паметник“ (1979) (Леонид Андреев)
- „В люляковата градина“ (1977) (А. Салодар)
- „Левски“ (1977) (от Васил Мирчовски, реж. Гертруда Луканова)
- „Приказки от един живот“ (1977) (Олга Кръстева)
- „Змейова сватба“ (1973) (Петко Тодоров)
- „Не подлежи на обжалване“ (1973) (Лозан Стрелков)
- „Луди пари“ (1973) (Николай Островски)
- „История на бъдещето“ (1972), 2 серии
- „Виждали ли сте някога река?“ (1972) (Ангел Вълчанов)
- „Свети, но не грее“ (1971) (Николай Островски)
- „Разминаване“ (1970) (Камен Калчев)
- „Светът е малък“ (1968) (Иван Радоев)

## Филмография
| Година      | Филми и Сериали                           | Серии    | Копродукции                                          | Роля                                                           |
| ----------- | ----------------------------------------- | -------- | ---------------------------------------------------- | -------------------------------------------------------------- |
| 2001        | Изток-запад („Est – Ouest“)               |          | Франция/Испания/Русия/Украйна/България               | старец в комуналната квартира                                  |
| 1999        | Тувалу („Tuvalu“)                         |          | Германия/Великобритания                              | моряк                                                          |
| 1995 – 2000 | Съботна история („L'histoire du samedi“)  | 82       | Франция                                              | доктор (в „Пастьор, 5 години на ярост“)                        |
| 1993        | La Donna E Mobile                         |          |                                                      | мъжът с патерицата                                             |
| 1991        | Бай Ганьо (тв сериал)                     | 4        | България/Унгария                                     | в 1-ва серия                                                   |
| 1989        | Мъже без мустаци (тв сериал)              | 6        |                                                      |                                                                |
| 1987        | Каменната гора (тв)                       |          |                                                      | продавач                                                       |
| 1987        | Небе за всички                            |          |                                                      |                                                                |
| 1987        | Едно стъпало по-горе                      |          |                                                      | Керан, управител на хлебопекарна                               |
| 1986        | Дядо Божиловата надежда                   |          |                                                      | бижутерът                                                      |
| 1986        | Приземяване                               |          |                                                      | Павлов                                                         |
| 1985        | Забравете този случай                     |          |                                                      | затворникът Иван Стоянов Иванов                                |
| 1985        | Под манастирската лоза                    |          |                                                      |                                                                |
| 1985        | Денят не си личи по заранта (тв сериал)   | 6        |                                                      | (в 3 серии: III, IV, V)                                        |
| 1984        | Събеседник по желание                     |          |                                                      | Коста                                                          |
| 1984        | Златният век (тв сериал)                  | 11       |                                                      | бащата на Ханко (в 2 серии: I и II)                            |
| 1984        | Преразказани приказки. Хубавка и звяра    |          |                                                      | бащата                                                         |
| 1984        | Последната възможност (тв)                |          |                                                      | писателят Стефан                                               |
| 1983        | Пясък (тв)                                |          |                                                      | лекарят                                                        |
| 1983        | Третото лице                              |          |                                                      |                                                                |
| 1983        | За госпожицата и нейната мъжка компания   |          |                                                      | прокурор Дренски                                               |
| 1983        | Баш майсторът н-к! (тв)                   |          |                                                      | доцент Робеспиер Гълъбов                                       |
| 1982        | Милионите на Привалов (тв сериал)         | 6        | България/ФРГ/Западен Берлин                          | Нагибин (в 2 серии: IV и V; не е посочен в надписите на филма) |
| 1981        | Капитан Петко войвода (тв сериал)         | 12       |                                                      | Апостол Савов                                                  |
| 1981        | Хан Аспарух                               | 3        |                                                      | Славун (в III серия: „Земя за винаги“)                         |
| 1980        | Приключенията на Авакум Захов (тв сериал) | 6        |                                                      | д-р Петър Тошков (в III серия)                                 |
| 1980        | Спилитим и Рашо (тв сериал)               | 20       |                                                      | богатият съсед (в IX серия)                                    |
| 1979        | Баш майсторът на екскурзия (тв)           |          |                                                      | Робеспиер Гълъбов                                              |
| 1979        | Тайфуни с нежни имена (тв сериал)         | 3        |                                                      | Андрей Горанов                                                 |
| 1979        | Снимки за спомен                          |          |                                                      | бащата на Николина                                             |
| 1979        | Къщата                                    |          |                                                      |                                                                |
| 1979        | Ловен сезон                               |          |                                                      | Янаки, кметът на село Раздол и запален ловец                   |
| 1978        | Моите непознати                           | 2        |                                                      | професор Добрев                                                |
| 1978        | Компарсита                                |          |                                                      |                                                                |
| 1977        | Баш майсторът на море (тв)                |          |                                                      | Робеспиер Гълъбов                                              |
| 1976        | Войници на свободата („Солдаты свободы“)  | 4        | СССР/България/Унгария/ГДР/Полша/Румъния/Чехословакия | (като Ю. Яковлев в 1 серия: I)                                 |
| 1976        | Живите песни                              |          |                                                      | учителят Добри Чинтулов                                        |
| 1975        | Два диоптъра далекогледство               |          |                                                      | адвокатът за развода                                           |
| 1975        | Гостът от Абърдийн                        |          |                                                      | началникът на Тенев                                            |
| 1974        | Селянинът с колелото                      |          |                                                      | бащата на Маглена                                              |
| 1974        | Иван Кондарев                             | 2        |                                                      | гост на Христакиев (не е посочен в надписите на филма)         |
| 1974        | Зарево над Драва                          | 2        |                                                      |                                                                |
| 1973        | Последна проверка (тв сериал)             | 12       |                                                      |                                                                |
| 1972        | Тихият беглец                             |          |                                                      |                                                                |
| 1971        | Автостоп                                  |          |                                                      | бай Танас                                                      |
| 1970        | Баш майсторът (тв)                        |          |                                                      | Робеспиер Гълъбов                                              |
| 1970        | С особено мнение                          |          |                                                      |                                                                |
| 1970        | Сърце човешко                             |          |                                                      | доктор Русев                                                   |
| 1970        | Герловска история                         |          |                                                      | бай Васил                                                      |
| 1970        | Князът                                    |          |                                                      | болярин                                                        |
| 1969, 1971  | На всеки километър (тв сериал)            | 26       |                                                      | (в серията: „Трите удивителни“ – 1969)                         |
| 1969        | Един миг свобода                          | 2 новели |                                                      | затворникът Юрий (в 1-ва: „Старецът“)                          |
| 1969        | Село край завод                           |          |                                                      | пазачът на строящия се завод                                   |
| 1968        | Опасен полет                              |          |                                                      | лекарят                                                        |
| 1967        | С пагоните на дявола (тв сериал)          | 5        |                                                      |                                                                |
| 1966        | Рицар без броня                           |          |                                                      |                                                                |
| 1964        | Приключение в полунощ                     |          |                                                      | лейтенант Георгиев                                             |
| 1960        | Бедната улица                             |          |                                                      |                                                                |
| 1959        | Пътища                                    | 2 нов.   |                                                      | (във 2-рата новела: „Пътят минава през Беловир“)               |
| 1959        | Звезди („Sterne“)                         |          | ГДР/България                                         | немски офицер                                                  |
| 1958        | Любимец №13                               |          |                                                      | съотборникна Гълъбов                                           |
| 1957        | На малкия остров                          |          |                                                      |                                                                |
| 1951        | Утро над родината                         |          |                                                      |                                                                |

- „Трагедията на ХХ век“ (1993) – документален, 11 серии – Петровский